# The Girl Across the Hall
The Girl Across the Hall è un cortometraggio muto del 1914. Il nome del regista non viene riportato.

## Trama
Un giovane, spesso ubriaco, una sera durante una lite aggredisce la sorella ma viene fermato da una ragazza che vive di fronte a loro. All'inizio rabbioso, il giovane non può però fare a meno di ammirare il coraggio della ragazza che ha difeso una sconosciuta. Il suo esempio lo porta a dimenticare le risse e il bere. Si trova un lavoro e mette la testa a posto. Ma ben presto dovrà tornare alle vecchie abitudini quando dovrà difendere la ragazza che gli ha cambiato la vita.

## Produzione
Il film fu prodotto dalla Thanhouser Film Corporation.

## Distribuzione
Distribuito dalla Mutual Film, uscì nelle sale cinematografiche USA il 14 June 1914.